# Torpa kyrka, Östergötland

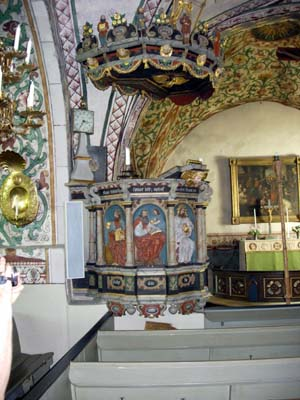
interiör från Torpa kyrka

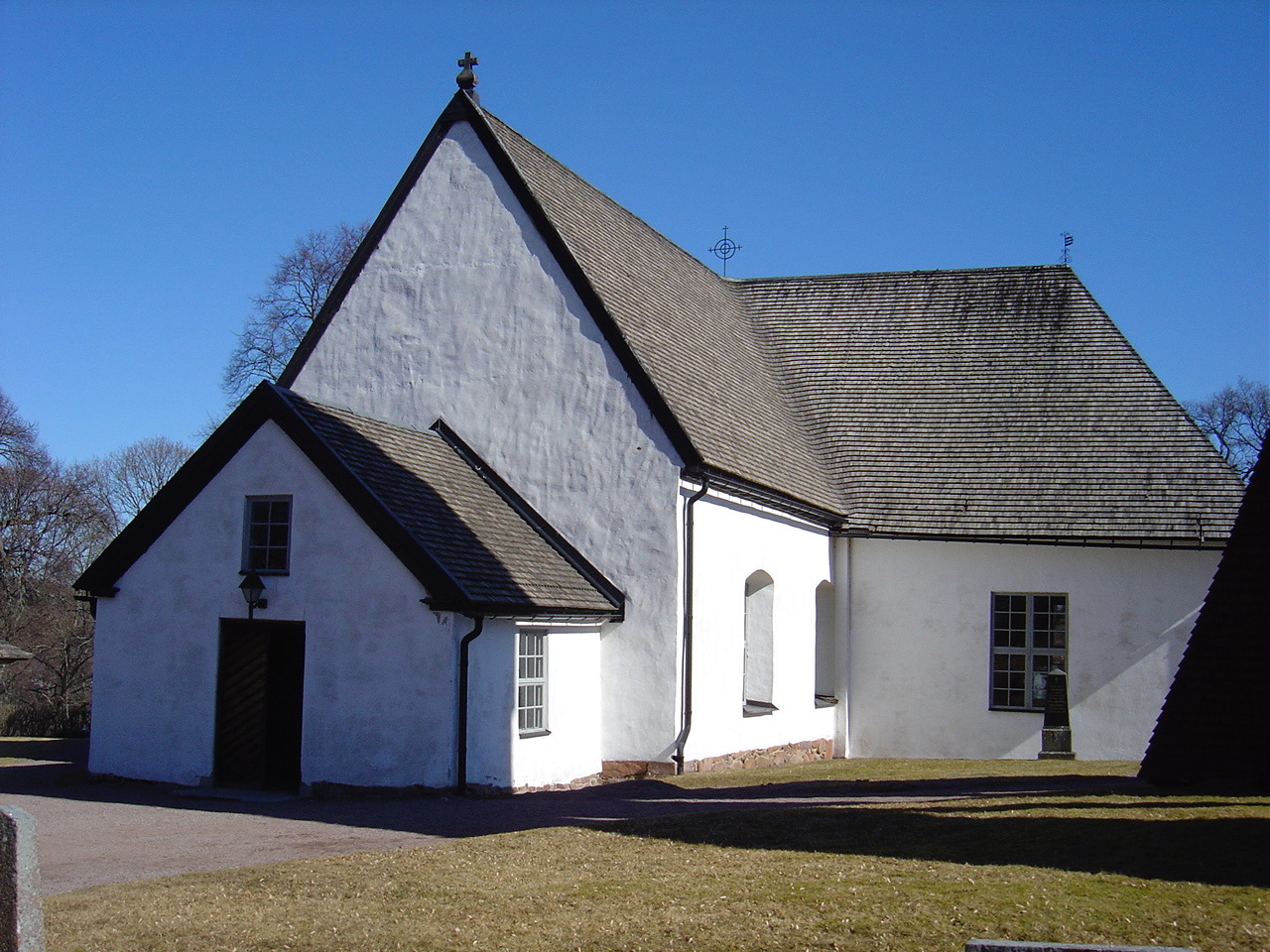
Torpa kyrka, exteriör

Torpa kyrka är en kyrkobyggnad som tillhör Norra Ydre församling i Linköpings stift och ligger i Ydre kommun. Kyrkan ligger på en ekbevuxen kulle ett par hundra meter från Torpafjärdens västra strand samt 1 km från huvudvägen genom Ydre.

## Kyrkobyggnaden
På platsen för den nuvarande kyrkan så fanns det sedan senare delen av 1200-talet en träkyrka byggd i liggtimmer. Den byggdes om i sten runt 1460. Delar av den äldre takkonstruktionen monterades på de nya stenmurarna. Stenkyrkan hade ett rakt avslutat kor i öster och en sakristia i norr. Ett vapenhus byggdes 1666 och byggdes om både 1730 och 1840. 1674 ansågs kyrkan för liten och blev tillbyggd i både norr och söder med stora korsarmar i timmer. Senare tillkom även läktare i korsarmarna.
Trots att kyrkan genom sina utbyggnader inte var för liten så ville man 1868 riva kyrkan och ersätta den med en ny. Projektet drog dock ut på tiden på grund av ekonomiska skäl och 1871 beslöt man att upphäva beslutet. Kyrkan reparerades genomgående 1891 då nuvarande bänkinredning och valvens målade dekorationer tillkom. Målningarna imiterar uppländsk gotik och är utförda av en målare, Cederlund, som arbetat med liknande dekorationsarbeten i Uppsala domkyrka. 1913 revs sakristian och en ny byggdes i cement.
Klockstapeln är ifrån 1666, eller eventuellt äldre. Vid norra kyrkogårdsmuren finns en stiglucka.

## Inventarier
- Triumfkrucifix, 1200-talets slut, föreställande den lidande Kristus.
- Medeltida träskulpturer avbildande St. Olov och St. Stefanus. Båda från 1200-tal.
- Predikstolen köptes 1651 men har sedan förändrats flera gånger.
- Altartavlan är från 1600-talet och målad av Gottfrid Hentschel, Bergen.[2] Den föreställer återuppväckandet av Lazarus. Altartavlan är skänkt av Peder Jönsson Kempe, adlad Fahnehielm.[3]
- en kopparkista för Maria Margareta Gyllenståhl, f. Fahnehielm död 1691. (Kistan var tidigare placerad i ett numera raserat gravkor på kyrkogården.)[2]
- Målningen över dörren in till sakristian föreställer instiftandet av nattvarden. Den påstås vara ett krigsbyte från Tyskland.
- En målning av Fredric Westin föreställande sadelmakaråldermannen i Stockholm Jacob Fagerberg.
- Porträtt av professor Johan Tranér målad av C.P Lehman.
- Målningar av D. Meyer föreställande apostlarna. De har tidigare suttit på läktarbarriärerna.[4]

### Orgel
- 1725 byggde Johan Niclas Cahman, Stockholm, en orgel med 8 stämmor. Den kostade 2800 daler och en del bekostades av socknens herrskaper. Orgeln reparerades 1757 av Jonas Wistenius.[5]

- 1876 byggde Erik Nordström, Flisby, en orgel med 8 stämmor.
- Den nuvarande orgeln byggdes 1957 av Olof Hammarberg, Göteborg. Den är mekanisk och fasaden kommer från 1876 års orgel.

| Huvudverk I   | Bröstverk II   | Pedal           | Koppel |
| Gedakt 8’     | Rörflöjt 8’    | Subbas 16’      | I/P    |
| Principal 4’  | Gedaktflöjt 4’ | Gedaktpommer 8’ | II/P   |
| Blockflöjt 2’ | Principal 2’   | Koralbas 4'     | II/I   |
| Mixtur 4 chor | Scharf 2 chor  |                 |        |

## Bildgalleri

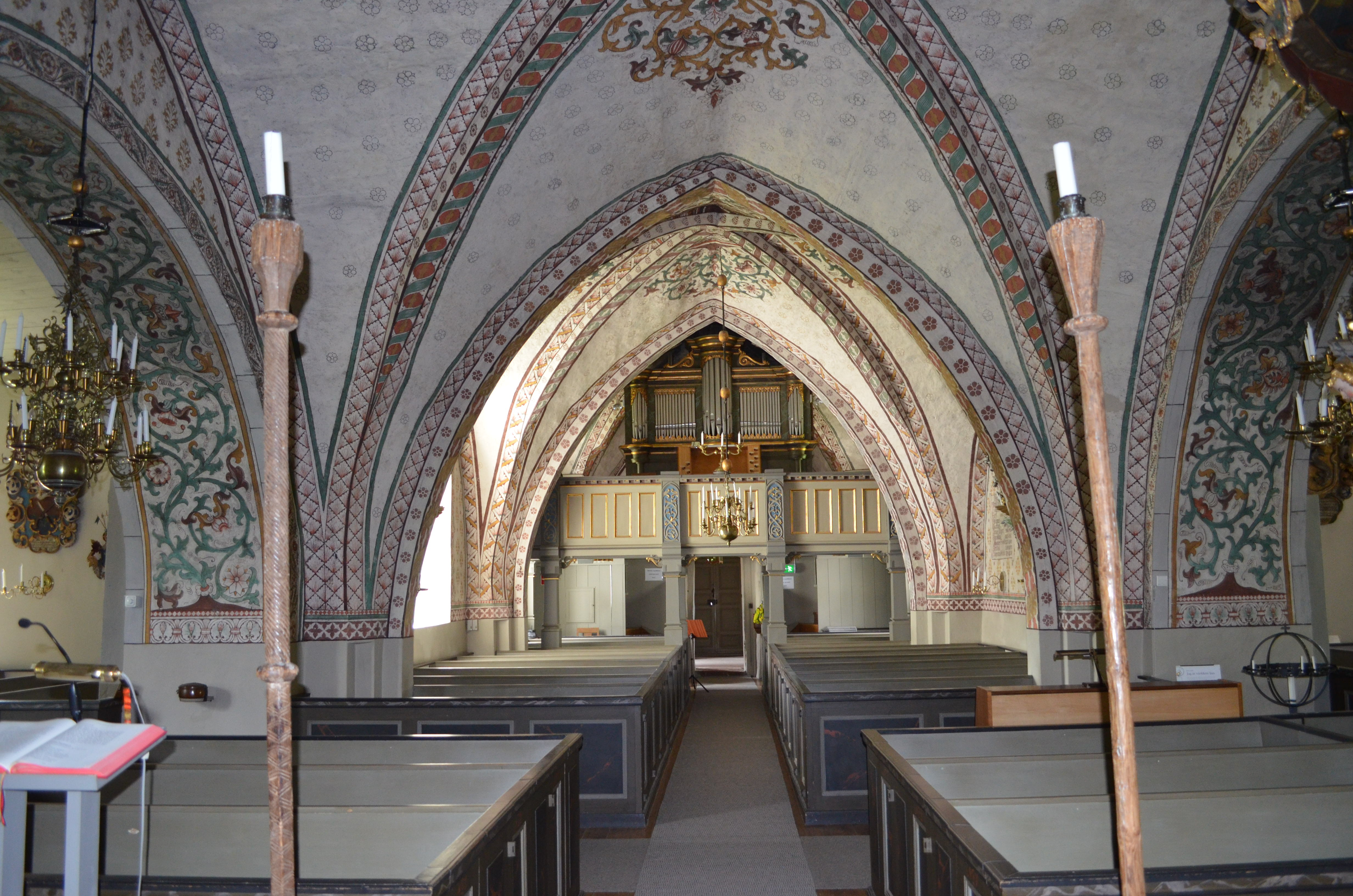
Torpa kyrkas kyrksal
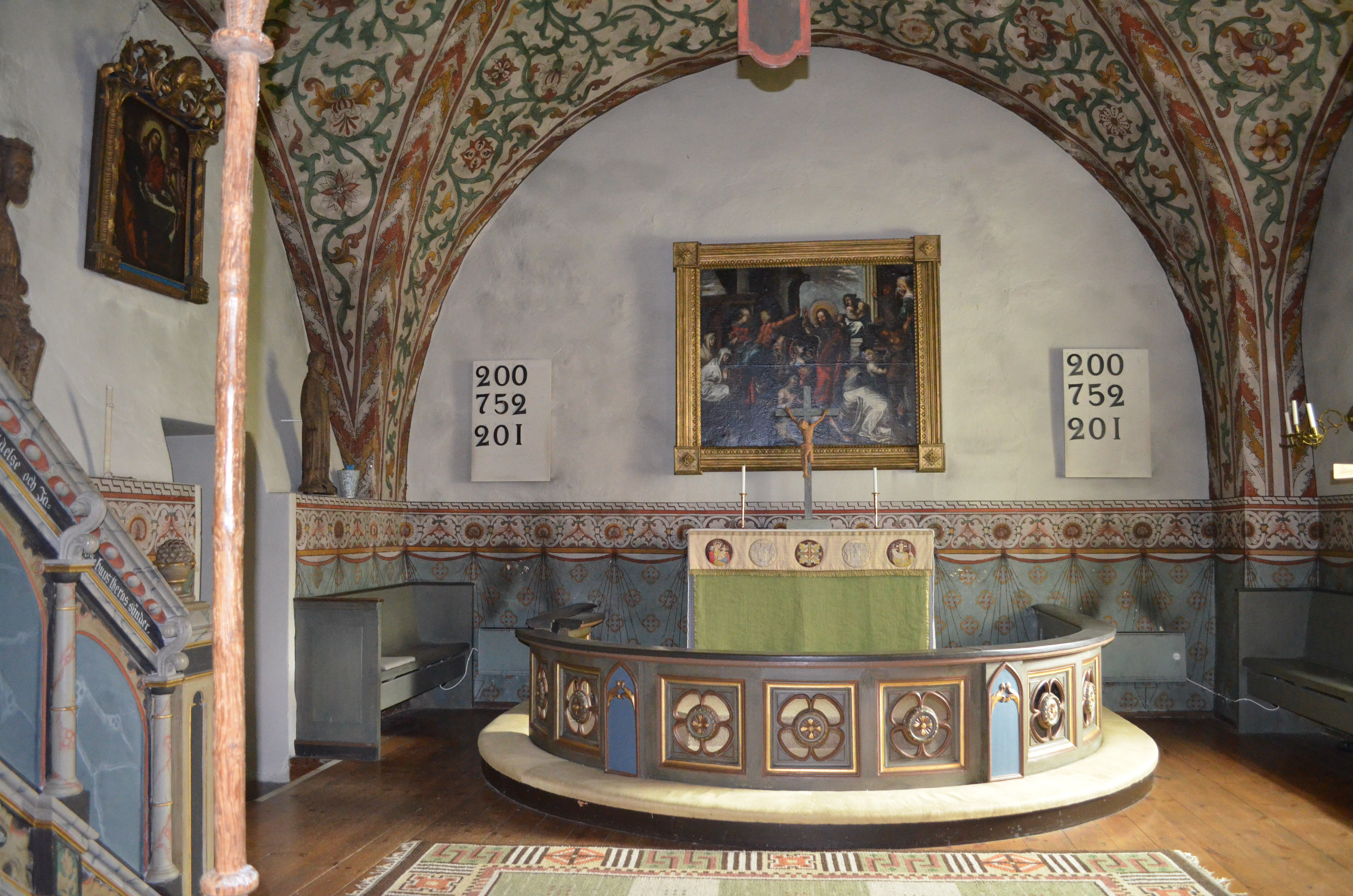
Torpa kyrkas altare
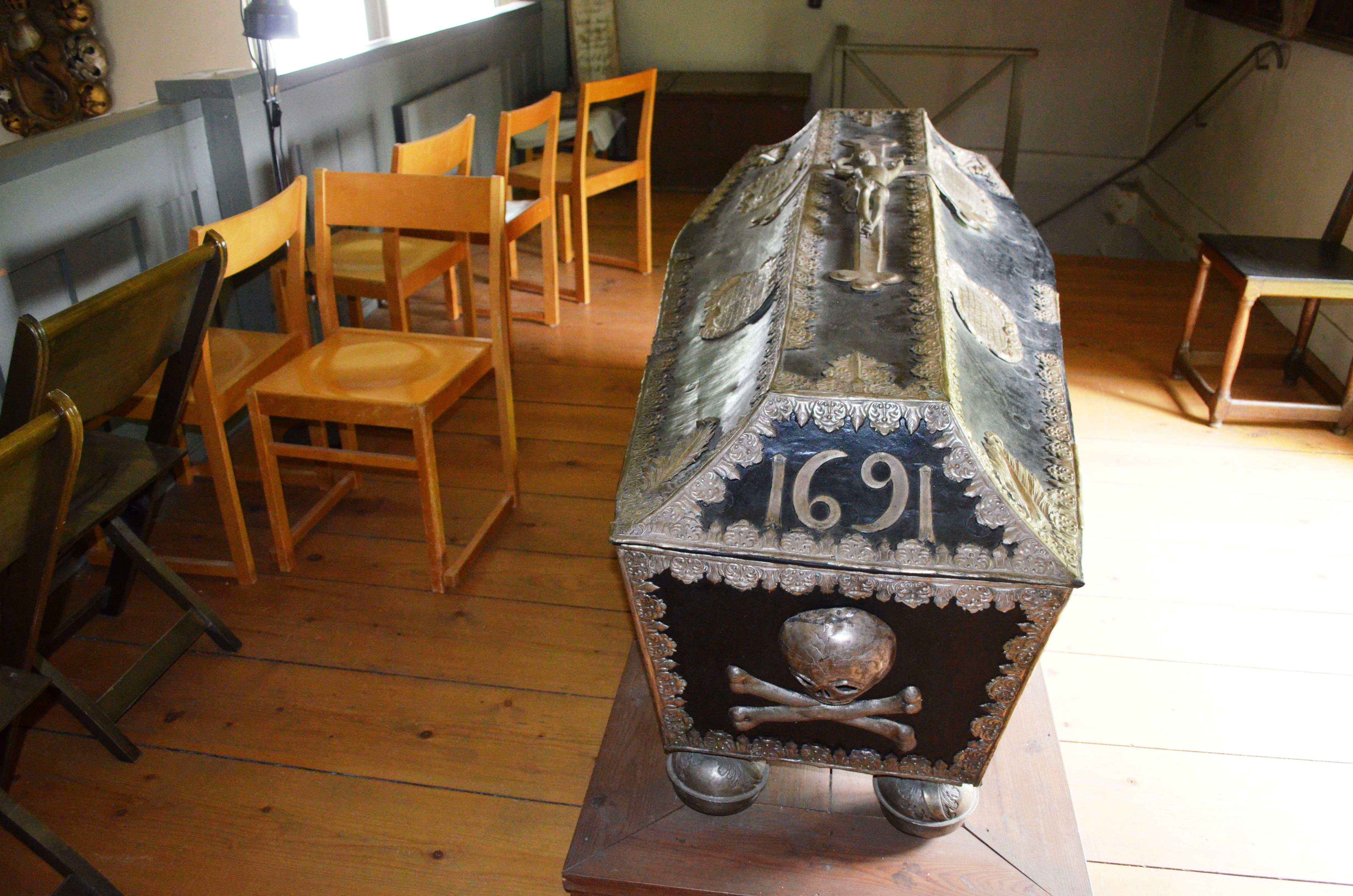
Torpa kyrka, kista från 1691